# Masacre de Jan Yunis
La masacre de Jan Yunis tuvo lugar el 3 de noviembre de 1956, perpetrada por las Fuerzas de Defensa de Israel (IDF) en la ciudad palestina de Jan Yunis y en el campo de refugiados cercano del mismo nombre, en la Franja de Gaza, durante la guerra del Sinaí.
Un informe contemporáneo de la ONU cifra el número de víctimas a manos de soldados israelíes en 275 civiles, 140 de las cuales eran refugiados y 135 eran habitantes de Jan Yunis.
Según el historiador israelí Benny Morris, durante el breve periodo de ocupación israelí de la Franja de Gaza entre 1956 y 1957, los soldados israelíes mataron a doscientos palestinos en Jan Yunis y Rafah. Por su parte, Noam Chomsky cita a Donald Neff al hablar del asesinato de "al menos 275 palestinos inmediatamente después de capturar la Franja, durante una brutal búsqueda de armas y fedayines casa por casa en Jan Yunis". El historiador británico Ian Black se hace eco de las cifras aportadas por la ONU y añade que un estudio árabe calculó que entre 930 y 1.200 palestinos habían sido asesinados por el ejército israelí para cuando este se retiró finalmente de la Franja de Gaza, en marzo de 1957.

## Contexto histórico
El 29 de octubre de 1956, con el objetivo de reabrir los estrechos de Tirán, que se encontraban bloqueados por Egipto tras la nacionalización de la Compañía del canal de Suez, el ejército israelí invadió la península del Sinaí (Egipto) en coordinación con los ejércitos del Reino Unido y Francia, que poco después comenzaron a bombardear suelo egipcio y enviaron sus tropas a Puerto Said. Durante las operaciones militares, el ejército israelí adoptó una serie de medidas excepcionalmente severas con respecto a la población palestina tanto con nacionalidad israelí (que vivía bajo la ley marcial de 1948, y que resultó en la matanza de Kafr Qasim) como con la de la Franja de Gaza, que hasta entonces había permanecido ocupada por Egipto desde la guerra de 1948. Desde el primer día de la guerra, el ejército israelí prohibió el acceso a la Franja de Gaza tanto a periodistas como a observadores de la ONU.

## Los hechos

### Según el Informe de las Naciones Unidas
El Informe del Director del Agencia de las Naciones Unidas para los Refugiados de Palestina en Oriente Próximo, presentado el 15 de diciembre de 1956 ante la undécima sesión de la Asamblea General de la ONU, habla de los “efectos de las operaciones militares en los refugiados de Gaza”. El informe comienza por aclarar que los datos concretos de víctimas mortales no han podido establecerse con claridad debido a que Israel prohibió a sus observadores acceder a la zona: 

“En otras circunstancias, el procedimiento normal para la Organización de las Naciones Unidas para la Supervisión de la Tregua habría sido investigar y dar parte sobre las víctimas resultantes de un ataque armado al otro lado de la línea de demarcación. En la presente emergencia, tal organización fue incapaz de hacerlo, debido a que las autoridades israelíes restringieron la circulación de sus oficiales en la Franja de Gaza.”

Inmediatamente después, pasa a describir la masacre de Jan Yunis:

“Jan Yunis. La ciudad de Jan Yunis y el campamento adyacente de la Agencia fueron ocupados por las tropas israelíes la mañana del 3 de noviembre. Un gran número de civiles murieron, pero hay desacuerdo en las versiones dadas como causa de las muertes. Las autoridades israelíes afirman que hubo resistencia a la ocupación y que los refugiados palestinos formaban parte de la resistencia. Desde el otro lado, los refugiados dicen que toda resistencia había cesado en el momento del incidente y que muchos civiles indefensos murieron al entrar las tropas israelíes en la ciudad y en el campamento, en busca de hombres con armas. No se conoce el número exacto de muertos y heridos, pero el director ha obtenido de fuentes que considera fiables, listas de nombres de personas supuestamente muertas el 3 de noviembre, que suman 275, de los cuales 140 eran refugiados y 135 residentes locales de Jan Yunis”.

El informe, a su vez, narra lo sucedido nueve días después en Rafah:

“Rafah. El 12 de noviembre, ocurrió un grave incidente en el campamento de la Agencia en Rafah. Las autoridades israelíes y las otras fuentes de información de la UNRWA convienen en que las fuerzas ocupantes mataron o hirieron a cierto número de refugiados.

Hay divergencia de opiniones en cuanto a cómo sucedió el incidente y respecto al número de muertos y heridos. Sin embargo, hay acuerdo en que el incidente ocurrió durante una operación de inspección llevada a cabo por las tropas israelíes. (…) Las autoridades israelíes en Gaza afirman que la actitud de los refugiados en los campamentos de Rafah fue hostil y que hubo cierta resistencia a las operaciones de inspección en las que se produjeron las bajas. Los refugiados niegan que hubiera tal resistencia. Los hechos parecen haber ocurrido así: Rafah es un campamento muy grande (más de 32 000 refugiados) y parte de la población de refugiados no oyó el anuncio de las camionetas con altavoces que convocaban a los hombres en puntos de inspección designados. (…) Además, no se dio tiempo suficiente para que todos los hombres llegaran antes de la hora estipulada a los puntos de inspección. En la confusión, temerosos de llegar tarde, gran número de refugiados corrieron hacia los centros de inspección y, aparentemente, algunos soldados israelíes fueron presa del pánico y abrieron fuego sobre la multitud desbocada.

El director ha recibido de fuentes que considera fiables, listas de nombres de personas supuestamente muertas en Rafah el 12 de noviembre, hasta un total de 111, de las cuales 103 eran refugiados, siete residentes locales y uno egipcio.”

### SegúnNotas al pie de Gaza
En 1956, el presidente egipcio Gamal Abdel Nasser decidió nacionalizar el canal de Suez, una importante vía marítima que permitía el tránsito comercial entre el Mediterráneo y el océano Índico a través del mar Rojo. En una reunión secreta que tuvo lugar el 24 de octubre en Sèvres, Reino Unido, Francia e Israel decidieron lanzar una triple ofensiva contra Egipto. El ataque empezó con un ataque israelí sobre las posiciones egipcias en la península del Sinaí el 29 de octubre. Un día después, Gran Bretaña y Francia enviaron un ultimátum a Israel y Egipto para que detuvieran las hostilidades, que pretendía servir como pretexto para ambos países para la siguiente fase de la operación, que consistía en intervenir y proteger el canal de Suez. Tanto Estados Unidos como la URSS pidieron el cese de las hostilidades el 30 de octubre y la retirada de las fuerzas israelíes más allá de la línea de armisticio. Al día siguiente, las fuerzas navales francesas bombardearon Rafah, mientras que la RAF realizó bombardeos sobre aeródromos egipcios. Israel afirmó haber tomado Rafah el 1 de noviembre y comenzó a bombardear la Franja de Gaza. Dado que tanto Francia como Gran Bretaña poseen derecho a veto en el Consejo de Seguridad de la ONU, las dos grandes potencias se vieron obligadas a obtener una resolución ante la Asamblea General, que debidamente aprobó una moción de alto el fuego el 2 de noviembre, el mismo día que Egipto perdió el control sobre la península del Sinaí. En las primeras horas de aquel mismo día, el ejército israelí emitió un comunicado en el que afirmaba conocer las identidades de fedayines palestinos y que los castigarían por sus asaltos a Israel, haciendo responsable a la población civil. Como resultado, alrededor 1.500 fedayines huyeron de la Franja de Gaza con sus familias hacia Cisjordania y otros lugares. Después de matar o capturar a todos los militantes hostiles en los últimos dos centros de población, las fuerzas israelíes invadieron Jan Yunis el 3 de noviembre desde estas dos posiciones. A diferencia de la rápida rendición de las fuerzas egipcias de Gaza, la guarnición de Jan Yunis, bajos las órdenes del general Yusuf al-Agrudi, ofreció una férrea resistencia. Israel respondió con bombardeos y fuego de artillería sobre la ciudad, que ocasionaron pérdidas civiles, y con soldados acompañados de blindados que tomaron la ciudad el 3 de noviembre.
Los hombres sospechosos de llevar armas fueron ejecutados inmediatamente, en sus casas o en sus lugares de trabajo, a la vez que se agrupó a todos los hombres entre 15 y 60 años. Dos masacres de civiles tuvieron lugar entonces. La primera de ellas sucedió cuando ciudadanos palestinos fueron ametrallados después de ser forzados a colocarse contra la pared del antiguo caravasar otomano situado en la plaza central de la ciudad. Los residentes locales cifran en al menos 100 la cantidad de palestinos muertos, de acuerdo con los testimonios orales recogidas por Joe Sacco. La otra masacre tuvo lugar en el campamento de refugiados de Jan Yunis.
El propósito de Israel era acabar con los fedayines de Gaza, aunque las matanzas fueron perpetradas en gran parte sobre población civil. Según Jean-Pierre Filiu, el proceso de identificación de fedayines fue inexacto, dado que bastaba con tener una fotografía o imagen de Nasser en el muro para convertirse en sospechoso o que se arrestaba a gente por tener un nombre similar a alguno de los sospechosos que aparecían en las listas del Shin Bet. En algunas ocasiones, niños locales fueron empleados como escudos humanos en zonas donde se sospechaba que podría haber francotiradores.
Según cuenta uno de los fedayines huidos, Saleh Shiblaq, las fuerzas israelíes anduvieron a través de la ciudad en la mañana del 3 de noviembre, obligando a los hombres a salir de sus casas o disparándoles allí donde se encontrasen. En 2003, Shiblaq contó a Sacco que todos los ancianos, mujeres y niños fueron sacados de sus casas. A su salida, el resto de hombres fueron ametrallados por soldados israelíes. Los residentes adultos de la calle Jalal, en el centro de Jan Yunis, fueron presuntamente colocados en fila y ejecutados con ametralladoras ligeras Bren, hasta el punto de que un olor a pólvora llenó el aire.

### Según responsables de la ONU
El 13 de noviembre, el teniente coronel del ejército estadounidense R.F. Bayard, presidente de la Comisión Mixta Egipcio-Israelí para el Armisticio, escribió una carta dirigida al coronel Leary en la que describía la ocupación israelí de la Franja de Gaza relatando que “muchos nativos significados, empleados de la UNRWA, han desaparecido de los campamentos y se cree que han sido ejecutados por los israelíes”, tras lo que añadía que “muchos soldados israelíes han robado a civiles, despojando de relojes, anillos, plumas estilográficas, etc. a los árabes, tanto en casa de estos como en la calle. Cada vehículo y cada bicicleta han sido confiscados. Han desaparecido todas las herramientas de los talleres privados o talleres de máquinas. Se han llevado muchas mulas y muchos caballos, y se han llevado también muchos tejidos de las tiendas”.
El 21 de noviembre, el secretario general de la ONU, Dag Hammarskjold, reiteró en una carta dirigida a la ministra de Asuntos Exteriores israelí, Golda Meir, la petición de la ONU para que sus observadores pudiesen acceder a la Franja de Gaza.

### Según testigos presenciales
Existen informes contradictorios de dos pueblos acerca de escaramuzas que tuvieron lugar en las cercanías del campamento de Jan Yunis, el cual albergaba refugiados palestinos desplazados. El representante de la Organización para la Liberación de Palestina Abdullah Al Hourani se encontraba en el campamento mientras tuvieron lugar los asesinatos. Al Hourani declaró que los hombres fueron sacados de sus casas y disparados por las Fuerzas de Defensa israelíes. El mismo Hourani recuerda cómo consiguió escapar antes de que los soldados disparasen contra los hombres situados en frente de un muro.
Según el futuro dirigente de Hamás, Abdel Aziz al-Rantisi, que tenía 8 años durante la masacre de Jan Yunis y que presenció la ejecución de su tío, 525 gazatíes fueron asesinados por las Fuerzas de Defensa Israelíes.
El soldado israelí Marek Gefen servía en Gaza durante la guerra de Suez. En 1982, Gefen, habiéndose convertido en periodista, publicó sus observaciones al caminar a través de la ciudad poco tiempo después de los asesinatos. En su relato tras la ocupación de Jan Yunis, cuenta: "En un par de callejones encontramos cuerpos esparcidos por el suelo, cubiertos de sangre y sus cabezas destrozadas. Nadie se había ocupado de moverlos. Era terrible. Me detuve en una esquina y vomité. No podía acostumbrarme a la vista de un matadero humano."

### Según Benny Morris
El historiador israelí Benny Morris menciona la masacre de Jan Yunis en su libro "Righteous Victims": 

"la conquista israelí y el periodo que siguió se caracterizó por una gran cantidad de asesinatos injustificados, sobre todo de soldados egipcios capturados o en retirada. En total, las tropas israelíes mataron a unos 500 civiles palestinos durante y después de la conquista de la Franja. Unos 200 de ellos fueron asesinados en el curso de las masacres de Jan Yunis (el 3 de noviembre) y Rafah (el 12 de noviembre). Varias docenas de supuestos fedayines que habían caído en manos israelíes fueron ejecutados sumariamente. Durante e inmediatamente después de la conquista, hubo grandes cantidades de saqueos."

## Consecuencias
El toque de queda impuesto a los ciudadanos de Gaza fue anulado para que los familiares y amigos pudieran retirar a sus víctimas, las cuales permanecieron durante toda la noche en la zona. Los heridos por los disparos serían trasladados más tarde a la ciudad de Gaza por la Cruz Roja Internacional para su atención hospitalaria. Israel, obligado por la presión internacional, se retiró de Gaza y el Sinai en marzo de 1957. Poco tiempo después, una fosa común fue hallada en las cercanías de Jan Yunis, en la que se encontraron los cuerpos atados de cuarenta hombres palestinos que supuestamente habían recibido un disparo en la parte posterior de la cabeza.